# Пробіжна (гміна)
Гміна Пробіжна — сільська гміна у Копичинецькому повіті Тернопільського воєводства Другої Речі Посполитої. Адміністративним центром гміни було село Пробіжна.
Гміна утворена 1 серпня 1934 року в рамках нового закону про самоврядування (23 березня 1933 року).
Площа гміни — 25,83 км²

Кількість житлових будинків — 652

Кількість мешканців — 3903
Гміну створено на основі давніших сільських гмін: Пробіжна (тепер село, але колись було містечко) та Гринківці (в радянський час село приєднано до Пробіжної) .